# Le Chêne (Aube)
Pour les articles homonymes, voir Chêne (homonymie).
Le Chêne est une commune française située dans le département de l'Aube, en région Grand Est.

## Géographie
| Allibaudières  |                                | Dosnon             |
| Ormes          | Chêne                          | Grandville Lhuître |
| Arcis-sur-Aube | Torcy-le-Grand, Torcy-le-Petit | Vinets             |

Le Chêne est une commune située dans l'Aube. L'activité dominante est l'agriculture céréalière. Le village est entouré par de grandes cultures à l’exception de la partie au bord de la rivière, l'Aube, qui est bordée d'arbres (peupliers principalement). La ville la plus proche est Arcis-sur-Aube, située à 2 km environ par la route. La route principale passe au centre du village et le traverse. Le village est relativement plat.

### Hydrographie
La commune est dans la région hydrographique « la Seine de sa source au confluent de l'Oise (exclu) » au sein du bassin Seine-Normandie. Elle est drainée par l'Aube, un bras de l'Aube et le ruisseau des Noues,.
L'Aube, d'une longueur de 249 km, prend sa source dans la commune d'Auberive et se jette  dans la Seine à Marcilly-sur-Seine, après avoir traversé 82 communes.

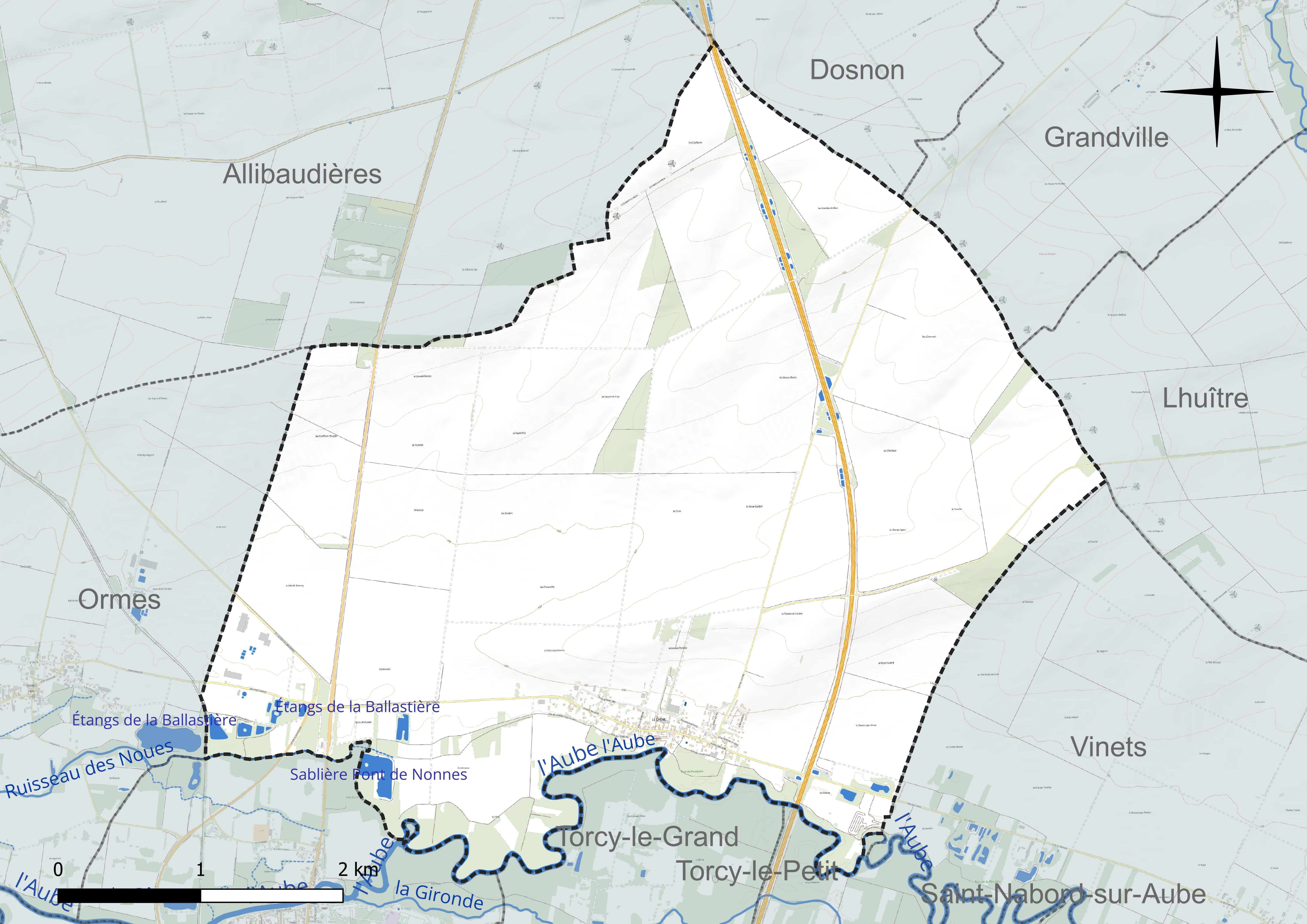
Réseau hydrographique du Chêne.

Deux plans d'eau complètent le réseau hydrographique : la sablière Pont de Nonnes (4,3 ha) et les étangs de la ballastière (1,3 ha),.

### Climat
Pour des articles plus généraux, voir Climat du Grand Est et Climat de l'Aube.
En 2010, le climat de la commune est de type climat océanique dégradé des plaines du Centre et du Nord, selon une étude du Centre national de la recherche scientifique s'appuyant sur une série de données couvrant la période 1971-2000. En 2020, Météo-France publie une typologie des climats de la France métropolitaine dans laquelle la commune est exposée à un climat océanique altéré et est dans la région climatique Nord-est du bassin Parisien, caractérisée par un ensoleillement médiocre, une pluviométrie moyenne régulièrement répartie au cours de l’année et un hiver froid (3 °C).
Pour la période 1971-2000, la température annuelle moyenne est de 10,3 °C, avec une amplitude thermique annuelle de 15,9 °C. Le cumul annuel moyen de précipitations est de 682 mm, avec 11,4 jours de précipitations en janvier et 7,6 jours en juillet. Pour la période 1991-2020, la température moyenne annuelle observée sur la station météorologique de Météo-France la plus proche, « Dosnon », sur la commune de Dosnon à 8 km à vol d'oiseau, est de 11,0 °C et le cumul annuel moyen de précipitations est de 698,3 mm. 
La température maximale relevée sur cette station est de 41,6 °C, atteinte le 25 juillet 2019 ; la température minimale est de −25,8 °C, atteinte le 14 février 1956,,.
Les paramètres climatiques de la commune ont été estimés pour le milieu du siècle (2041-2070) selon différents scénarios d'émission de gaz à effet de serre à partir des nouvelles projections climatiques de référence DRIAS-2020. Ils sont consultables sur un site dédié publié par Météo-France en novembre 2022.

## Urbanisme

### Typologie
Au 1er janvier 2024, Le Chêne est catégorisée commune rurale à habitat dispersé, selon la nouvelle grille communale de densité à 7 niveaux définie par l'Insee en 2022.
Elle est située hors unité urbaine et hors attraction des villes,.

### Occupation des sols
L'occupation des sols de la commune, telle qu'elle ressort de la base de données européenne d’occupation biophysique des sols Corine Land Cover (CLC), est marquée par l'importance des territoires agricoles (92,1 % en 2018), une proportion sensiblement équivalente à celle de 1990 (92,6 %). La répartition détaillée en 2018 est la suivante : 
terres arables (88,5 %), forêts (6,1 %), zones agricoles hétérogènes (3,6 %), zones urbanisées (1,8 %). L'évolution de l’occupation des sols de la commune et de ses infrastructures peut être observée sur les différentes représentations cartographiques du territoire : la carte de Cassini (XVIIIe siècle), la carte d'état-major (1820-1866) et les cartes ou photos aériennes de l'IGN pour la période actuelle (1950 à aujourd'hui).

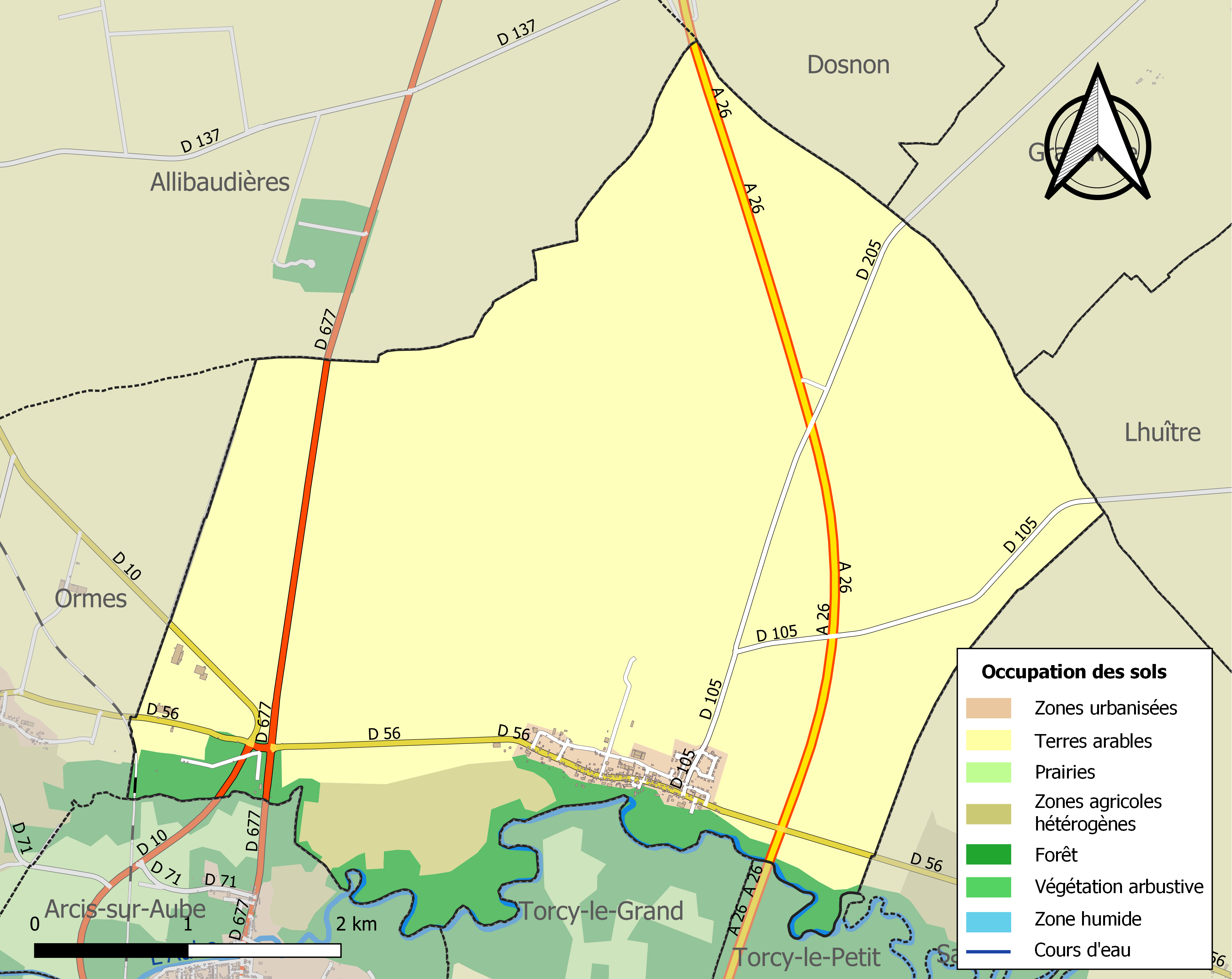
Carte des infrastructures et de l'occupation des sols de la commune en 2018 (CLC).

## Toponymie
Le toponyme Le Chêne est issu du gaulois cassanos, signifiant chêne.

## Histoire
Avec la construction d'un lotissement fut mis au jour en 2008 plusieurs tombes de l'âge du fer, quatre tombes de femmes étaient intactes. L'une des femmes avait un implant dentaire et serait le plus ancien de France. Ces découvertes avaient été précédées par des fouilles en 1966 et 1994 et la mise au jour d'un sarcophage et des vases au XIXe siècle. Avec le chantier de l'autoroute en 1990, des habitations et des greniers avaient été mis en évidence. Commune faisant partie, jusqu'en 1789 de l'intendance et de la généralité de Châlons, de l'élection et du bailliage de Troyes et du bailliage secondaire d'Arcis ; les droits royaux relevaient de la mairie royale de Barbuise.

### Hôpital
Il est fondé par Adam du Chesne et existait avant 1166 date à laquelle il est cité par Érard de Brienne qui confirmait la donation de sa mère Adélaide de Venizy d'une rente sur la dîme de Dosnon. Les donations illustres affluent, Blanche de Champagne en 1207 puis Geoffroi de Villehardouin en 1213... Il était desservi par des chanoines des Augustins de Troyes.

## Politique et administration
| Période                                  | Période  | Identité                                      | Étiquette | Qualité                                                                                              |
| ---------------------------------------- | -------- | --------------------------------------------- | --------- | --- |
| 1972                                     | 1977     | Roger Hémard                                  |           | |
| 1977                                     | 2001     | Christian Gaillard                            |           | Agriculteur                                                                                          |
| mars 2001                                | En cours | Solange Gaudy Réélue pour le mandat 2020-2026 | UMP-LR    | Retraitée de la Fonction publique Conseillère départementale Présidente de la communauté de communes |
| Les données manquantes sont à compléter. |          |                                               |           | |

## Démographie

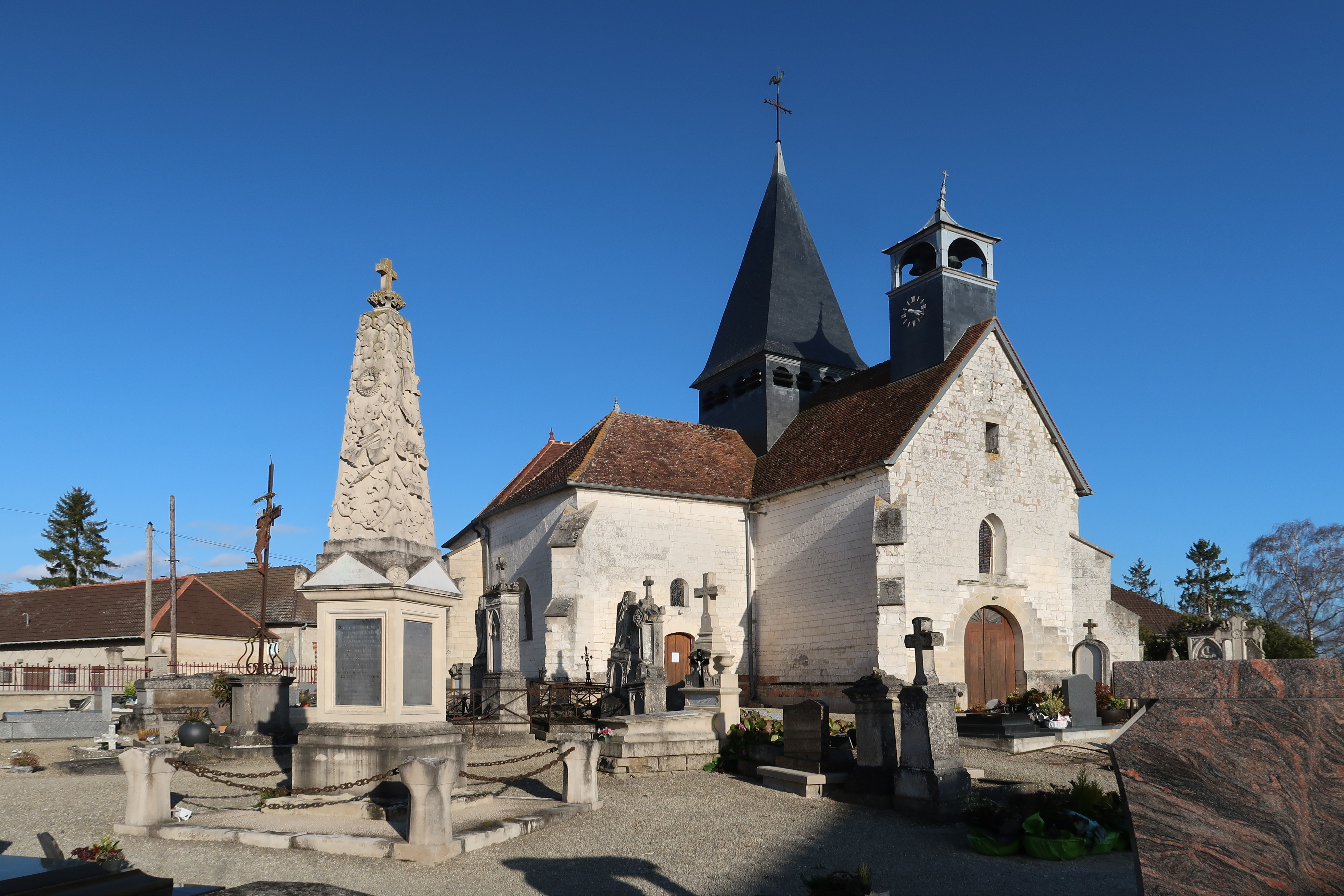
L'église et le monument au morts

L'évolution du nombre d'habitants est connue à travers les recensements de la population effectués dans la commune depuis 1793. Pour les communes de moins de 10 000 habitants, une enquête de recensement portant sur toute la population est réalisée tous les cinq ans, les populations de référence des années intermédiaires étant quant à elles estimées par interpolation ou extrapolation. Pour la commune, le premier recensement exhaustif entrant dans le cadre du nouveau dispositif a été réalisé en 2007.

En 2022, la commune comptait 280 habitants, en évolution de −7,89 % par rapport à 2016 (Aube : +0,7 %, France hors Mayotte : +2,11 %).
| 1793 | 1800 | 1806 | 1821 | 1831 | 1836 | 1841 | 1846 | 1851 |
| ---- | ---- | ---- | ---- | ---- | ---- | ---- | ---- | ---- |
| 401  | 489  | 414  | 452  | 472  | 484  | 455  | 447  | 460  |

| 1856 | 1861 | 1866 | 1872 | 1876 | 1881 | 1886 | 1891 | 1896 |
| ---- | ---- | ---- | ---- | ---- | ---- | ---- | ---- | ---- |
| 430  | 435  | 417  | 383  | 378  | 346  | 341  | 332  | 294  |

| 1901 | 1906 | 1911 | 1921 | 1926 | 1931 | 1936 | 1946 | 1954 |
| ---- | ---- | ---- | ---- | ---- | ---- | ---- | ---- | ---- |
| 266  | 257  | 219  | 202  | 220  | 231  | 218  | 228  | 217  |

| 1962 | 1968 | 1975 | 1982 | 1990 | 1999 | 2006 | 2007 | 2012 |
| ---- | ---- | ---- | ---- | ---- | ---- | ---- | ---- | ---- |
| 201  | 225  | 191  | 229  | 196  | 198  | 241  | 247  | 307  |

| 2017 | 2022 | - | - | - | - | - | - | - |
| ---- | ---- | - | - | - | - | - | - | - |
| 293  | 280  | - | - | - | - | - | - | - |

## Lieux et monuments
Une église se situe au cœur du village, qui était le siège d'une cure relevant du doyenné d'Arcis et comprenant Vasseux, qui était à la collation de l'évêque. L'église Saint-Pierre-ès-Liens est entourée par le cimetière. Les messes ont rarement lieu dans l'église du Chêne. Autrefois, la messe y était célébrée tous les dimanches. Aujourd'hui, il y a de temps en temps une célébration à l'occasion d'un mariage ou d'un baptême. Elle est du XVIe siècle avec une abside à trois pans. Elle possède un bénitier en bronze du XVIe siècle, une statue de Marie à l'enfant Jésus du XVe siècle. 

### Les Vasseux
Ancien fief relevant d'Arcis-sur-Aube ayant eu pour co-seigneurs les frères Robert et Charles de Combault qui l'étaient aussi de Voué et Arcis. C'était un hameau qui avait aussi pour nom Petit-Vasseux, Grand-Vasseux ou Vassault, il comprenait aussi un  moulin et une ferme. Il est aussi signalé dans la carte Cassini et le pouillé de 1761.